# La Nava de Santiago
La Nava de Santiago es un municipio español, perteneciente a la provincia de Badajoz (comunidad autónoma de Extremadura).

## Situación
Se encuentra entre Mérida y La Roca de la Sierra. Pertenece a la comarca de Tierra de Mérida - Vegas Bajas y al Partido judicial de Montijo.

## Toponimia
Nava es una palabra hispánica antigua de probable origen prerrománico que se refiere a una "llanura entre montañas", algo así como "gran valle plano". Se dice que hubo tres "navas" a lo largo de la historia (a partir del siglo XIV): la primera se llamó "Nava del Membrillo", la segunda "Nava de Mérida" y la actual "Nava de Santiago". Las continuas llegadas de colonos procedentes de diversas zonas de España y auspiciadas en la mayor parte de los casos por órdenes militares, crearon esta sucesión de "Navas".
La Orden de Santiago es la que presta su apellido a La Nava.
Quizá sea una leyenda urbana (o rural) lo que se cuenta de la existencia de una Nava anterior que llevó por nombre "Santa Ana" y que estaría ubicada no lejos del dolmen, abandonándose poco después de la reconquista del lugar debido a una persistente plaga de termitas, buscándose en el actual emplazamiento una zona más salubre y despejada.
Otras interesantes leyendas son tradiciones que cualquier visitante con tiempo de sentarse a tomar algo en cualquiera de los veladores de la plaza podrá escuchar de los amables vecinos de la localidad. Existe gran afición por la música y el teatro entre jóvenes y adultos.
La Nava de Santiago cuenta con diversos negocios de bar y de restaurante. La localidad no cuenta con hoteles ni gasolinera. Dispone de farmacia, talleres mecánicos de automóvil, supermercados y cuartelillo de la Guardia Civil. Está magníficamente conectada con la A-66 de la que dista veinte kilómetros, con la General EX 100 de la que dista otro tanto. Es equidistante de las inmediatas poblaciones de Cordobilla de Lácara, Aljucén, Montijo y La Roca de La Sierra.

## Historia
A la caída del Antiguo Régimen Nava se constituye en municipio constitucional en la región de Extremadura. Desde 1834 queda integrado en el Partido judicial de Mérida. En el censo de 1842 contaba con 108 hogares y 356 vecinos.
Debemos mencionar la presencia, en sus cercanías, de uno de los monumentos megalíticos en mejor estado de conservación de toda Europa: el dolmen del Lácara; un inmenso dolmen de corredor prácticamente intacto y situado a mitad de camino entre La Nava y Aljucén. La Junta de Extremadura decidió en el año 2007 su adquisición para la mejora de accesos y la posible construcción de un centro de interpretación, aunque la propuesta afortunadamente no se ha llevado a cabo por lo que el paraje natural y biótopo no se han visto alterados por el afán de la administración por construir centros de interpretación en parajes de singular belleza.
La patrona es Santa Quiteria (mártir de la época romana y al decir de algunos hermana de Santa Eulalia de Mérida) y su advocación está relacionada con la enfermedad de la rabia por lo que se la representa junto a un perro. Su solemne romería se celebra el primer domingo después al domingo de Pascua, en la finca Matapega que es otro de los lugares emblemáticos del municipio.
Hasta la reforma de la nomenclatura municipal de 1916 el municipio se llamaba simplemente La Nava. En dicha fecha su nombre fue modificado por el de La Nava de Santiago.

## Demografía
La Nava de Santiago cuenta con una población de 914 habitantes (INE 2024).
| Gráfica de evolución demográfica de La Nava de Santiago entre 1842 y 2021 |
| |
| Población de derecho según los censos de población del INE. Población de hecho según los censos de población del INE.En estos censos se denominaba La Nava: 1842, 1857, 1860, 1877, 1887, 1897, 1900 y 1910. |

## Patrimonio

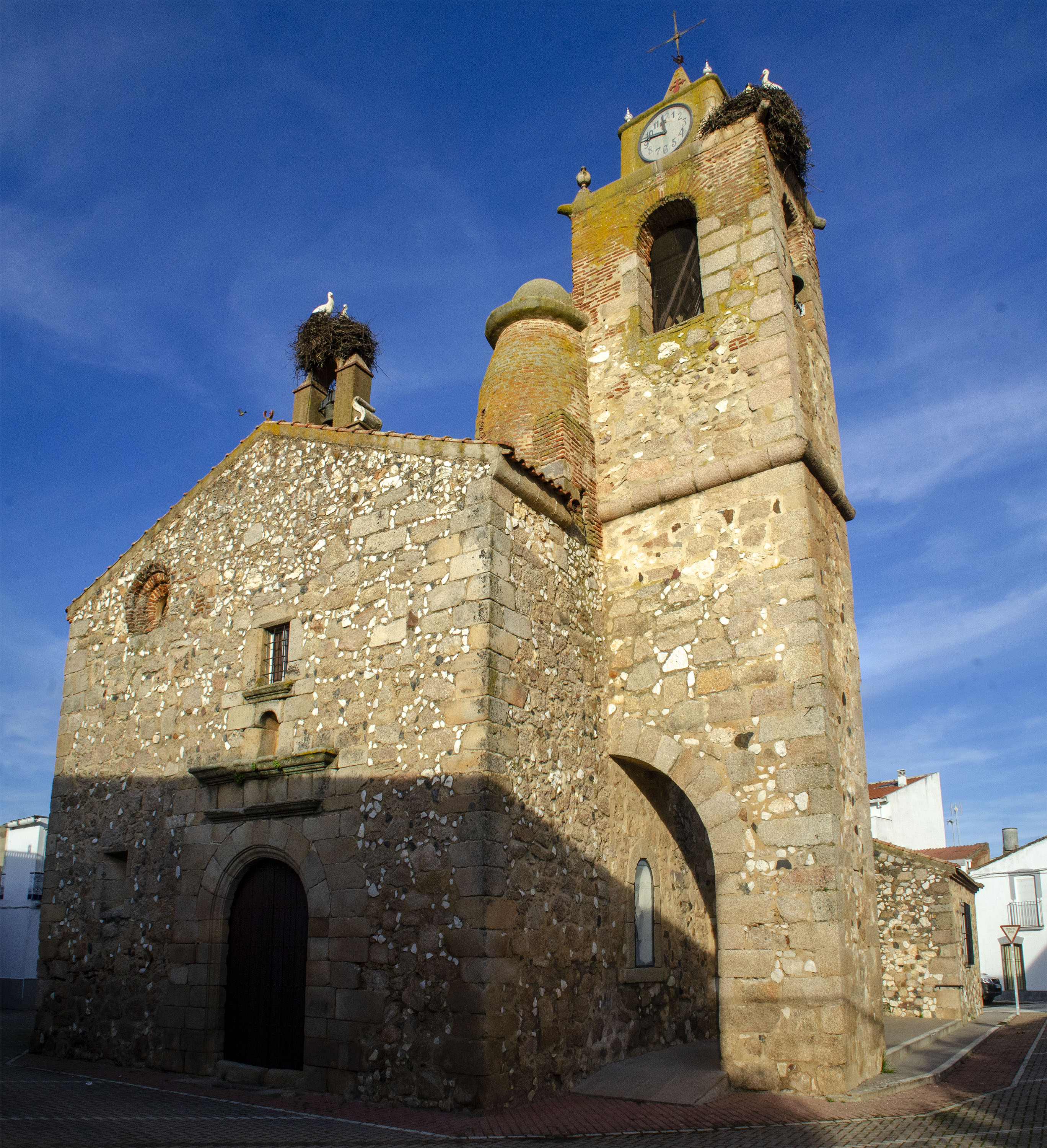
Iglesia de la Asunción

Iglesia parroquial católica bajo la advocación de La Asunción de Nuestra Señora, en la Archidiócesis de Mérida-Badajoz. Puede visitarse los días festivos antes de la misa de las 13 horas. Interesante la capilla interior que sirve de enterramiento a la poderosa familia de los Ovando. Muy bonita la imagen de la Sagrada Familia de factura moderna pero de calidad, así como cuatro apóstoles de alabastro.
En el año 2017 ha sido restaurado consolidado y rehabilitado el retablo. Del mismo se han suprimido las esculturas (salvo la Virgen de la Asunción, titular del templo) sustituyendose por pinturas modernas de los hermanos Santiago y Juan. En el tímpano donde hubo una escultura de Santiago Matamoros figura ahora una notable copia de la coronación de la virgen María de Velázquez cuyo original está en el museo del Prado de Madrid. La limpieza del retablo hace destacar en la parte inferior del mismo las hermanas Santa Eulalia y Santa Quiteria así como imágenes de San Martín partiendo su capa, San Agustín interpelado por el niño y la caracola conteniendo agua, San Antonio de Padua, San Francisco, San Gregorio con su tiara papal.....
Otras imágenes que adornan otros lugares de la parroquia lo son Santa Quiteria que preside su propio altar lateral, Nuestra Señora la virgen Milagrosa que preside otro vecino,  una talla del Nazareno cargando la cruz que procesiona en la Semana Santa Y otras tallas de menor tamaño entre las que falta San Isidro labrador patrón de los agricultores.
Una bellísima imagen escultórica policromada de Santa Quiteria adorna ahora una hornacina en la fachada exterior de la iglesia, estando muy bellamente iluminada por la noche. 
Las campanas de la torre de la iglesia además de señalar las horas siguen haciendo los tradicionales toques (a misa, a rebato, a incendio, a difunto...) que aún son conocidas por los vecinos más antiguos.
En su término municipal se encuentra el conocido Dolmen del prado de Lácara.